# Психушка Амитивилля
Психушка Амитивилля (англ. The Amityville Asylum, также известный как «Гнездо 2: Психушка Амитивилля») — британский сверхъестественный фильм ужасов 2013 года, снятый Эндрю Джонсом. Это одиннадцатый фильм по мотивам романа Джея Энсона «Ужас Амитивилля» 1977 года. София Дель Пиццо исполняет роль Лизы Темплтон, молодой женщины, которую нанимают на работу в качестве смотрителя в психиатрическую больницу «Большие надежды», приют, построенный на месте дома с привидениями в Амитивилле, штат Нью-Йорк. Бюджет фильма составляет около 20000 долларов.

## Сюжет
В 1974 году некая фигура в плаще дает Рональду ДеФео-младшему ружье, из которого ДеФео убивает всех шестерых своих родственников в доме 112 по Оушен-авеню в Амитивилле, штат Нью-Йорк. Спустя десятилетия дом сносят, а на его месте строят психиатрическую больницу «Большие надежды», в которую только что наняли нового смотрителя по имени Лиза Темплтон. Лиза получает экскурсию по больнице от ремонтника Дилейни и говорит, что она будет отвечать за уборку отделения X, в котором содержатся такие невменяемые убийцы, как сексуальный садист Джерри Кимбл, мститель-каннибалист Деннис Палмер, оккультистка Сэди Кренвинкель и «пациент X», который предположительно является ДеФео. В свою первую ночь работы в больнице Лиза встречает призрак Элисон ДеФео, получает выговор за то, что сообщила об этом недоверчивому начальнику охраны Хардкаслу, и подвергается сексуальным домогательствам со стороны санитара по имени Пембертон.
Однажды ночью Палмер сбегает из камеры и убивает Пембертона, а затем каннибализирует Кимбла. Впоследствии санитары Пембертона пытают его электрошоковым оборудованием, а когда Лиза становится свидетелем этого, Хардкасл заставляет её молчать. Лиза изучает историю Амитивилля и обнаруживает, что в XVIII веке сатхем, коренной американский культ, обосновался в этом районе после того, как христиане изгнали его из Салема. Сатчем верили, что ежегодное жертвоприношение шести человек приведет к тому, что они получат бессмертие от бога, называемого Темным Властелином. В конце концов, сатхемы были уничтожены охотником за ведьмами Джоном Андерхиллом и похоронены в братской могиле на месте, которое впоследствии превратилось в 112 Ocean Avenue. Кренвинкель — член современного культа, принявшего верования сатхемов.
Лиза узнает, что доктор Эллиот Микстер, владелец «Высоких надежд», давал показания на суде над Кренвинкелем; когда она приносит Микстеру доказательства того, что Кренвинкель каким-то образом приобрел оккультную атрибутику и доступ к Интернету, он оказывается в сговоре с Кренвинкелем и незаконно помещает Лизу в палату Х. Лизу вызволяет из камеры Дилейни, а Микстер вооружает Пациента Х дробовиком и отправляет его буйствовать в «Высокие надежды». Пациент Икс убивает Кренвинкеля, Палмера и Хардкасла, а затем преследует Лизу и Дилейни, которые сталкиваются с одержимыми пациентами (один из которых отрывает себе лицо) и призраком Эллисон, пытаясь бежать из Хай Хоупс. После того как Пациент Икс убивает Дилейни, его убивает Лиза. Лиза сталкивается с Микстером, который подстрекает её напасть на него, в результате чего Лизу застреливает полиция Нью-Йорка. В массовом убийстве в Хай Хоупс обвиняют Лизу.
Год спустя Микстер дает телевизионное интервью, в котором нахально намекает, что теперь он бессмертен, рекламируя свою книгу «Большие надежды, разбитые мечты».

## В ролях
- София Дель Пиццо в роли Лизы Темплтон
- Ли Бейн в роли Дилейни
- Джаред Морган в роли доктора Эллиота Микстера
- Эйлин Дэйли в роли Сэди Кренвинкель
- Пол Келлехер в роли Хардкасла
- Кентон Холл в роли Пембертона
- Сара Луиза Мэдисон в роли Элисон ДеФео
- Алан Хамфрис в роли Джерри Кимбла
- Мэтью Батте в роли Денниса Палмера
- Ина Мари Смит в роли Нэнси Деннисон
- Джудит Хейли в роли миссис Хардести
- Джон Эндрюс в роли пациента X

## Релиз
Фильм имел ограниченный кинотеатральный прокат и был выпущен на DVD и видео по запросу компанией 4Digital Media в Великобритании в 2013 года. В следующем году фильм был выпущен на DVD и видео по запросу в Северной Америке компанией Hannover House.

## Прием
Джон Маррон из Bloody Disgusting счел «Психушку Амитивилля» в лучшем случае посредственным, мягко похвалив его исполнение, отметив при этом, что насилие в нём анемично, сюжет слабый, и что в целом создается впечатление, что фильм был «склеен на лету с экспериментами новичка». Horror News также критически отозвался о фильме, поставив ему оценку 1/5 и назвав его «недоваренной кашей» со "скучными первым и вторым актами и третьим актом, который обещает гораздо больше, чем предоставляет. Эд Блэкаддер из журнала INFLUX критически оценил режиссуру и сценарий фильма, поставив ему оценку D, но при этом признал, что фильм все же «в некоторой степени смотрибельный» и «лучше, чем большинство микробюджетной дряни, которую я смотрю». Текс Хула назвал «Психушку Амитивилля» пятым лучшим из двадцати одного фильма об Амитивилле, который он рассматривал для Ain’t It Cool News, и завершил свое описание фильма словами: «Да, этот фильм мне понравился. Это был сюрприз. В нем больше усилий и амбиций, чем в большинстве сиквелов. У него смелая концовка, которая мне очень понравилась».